# Югославский язык

## Сербохорватский Кириллица

Закрытый малый юс

В памятниках югославского письма XI—XII веков также встречаются особые закрытые юсы. Ꙙ (и его редкий йотированный вариант Ꙝ) обычно использовался на месте малого или малого йотированного юсов. За исключением отдельных случаев, русским памятникам эти буквы почти неизвестны. Ћирилица Ꙙгославиѥ
1. ↑  Карский, 1928, с. 207—208.